# Kot japoński bobtail
Kot japoński bobtail – rasa kotów krótkoogonowych (z jęz. angielskiego bobtail znaczy krótko obcięty ogon). Krótki ogon jest efektem mutacji genetycznej spowodowanej uzewnętrznieniem alleli recesywnych. Japońskie bobtaile są rasą występującą od stuleci w Japonii, gdzie uważa się, że przynoszą szczęście domowi i domownikom, zwłaszcza trójkolorowe, nazwane mi-ke (co oznacza trzy kolory). Japońskie bobtaile zwróciły na siebie uwagę miłośników kotów nie tak dawno. Przyczynili się do tego przebywający w Japonii amerykańscy sędziowie, których zafascynowały te koty. Japońskie bobtaile zostały uznane przez CFA (Cat Fanciers' Association) za nową rasę kotów w 1971 roku. Po pięciu latach przemyślanej hodowli utrwalono wygląd japońskich bobtaili. W Stanach Zjednoczonych zdobyły one pełny status wystawowy.
Rasa nie jest powiązana z amerykańskim bobtailem, pomimo podobnej nazwy i wyglądu fizycznego.

## Budowa ciała
Tułów długi, dobrze umięśniony. Bardzo krótki ogon, zakrzywiony lub zawinięty o długości do 10 centymetrów. Trójkątna głowa z wysokimi kośćmi policzkowymi. Duże uszy. Oczy owalne, szeroko osadzone, duże, skośne w kierunku uszu. Masa ciała od 2,5 do 4 kg.

## Umaszczenie
Tradycyjne odmiany to: biała, czarna, ruda, dwubarwna, szylkretowa i tzw. mi-ke (jap. 三毛 trzy futra) czyli łaciate, z przewagą łatek na głowie, ogonie i nogach. Może też występować w innych kolorach. Motywy na sierści powinny być wyraźne i intensywne. Barwy oczu uzależnione od koloru sierści. 

## Typ sierści
Bez podszycia. Krótkowłose mają sierść jedwabistą. Występują także odmiany długowłose. Na karku i nogach często dłuższe włosy. 

## Pielęgnacja
Linieje nieznacznie. Dla każdego typu sierści zaleca się sporadyczne szczotkowanie.
Koty tej rasy lubią kąpiele.

## Rasa w kulturze
Japoński bobtail stanowi pierwowzór postaci Hello Kitty, jest nazywany „kotem szczęścia” – maneki-neko.